# Округ Накитош (Луизијана)
Накитош (енгл. Natchitoches Parish) је округ у америчкој савезној држави Луизијана.

## Демографија
По попису из 2010. године број становника је 39.566, што је 486 (1,2%) становника више него 2000. године.
| Група             | 2000.          | 2010.          |
| Белци             | 22.357 (57,2%) | 21.109 (53,4%) |
| Афроамериканци    | 15.017 (38,4%) | 16.362 (41,4%) |
| Азијати           | 171 (0,4%)     | 134 (0,3%)     |
| Хиспаноамериканци | 566 (1,4%)     | 735 (1,9%)     |
| Укупно            | 39.080         | 39.566         |